# 크세니아 (친절)
크세니아(현대 그리스어: ζενια, 영어: Xenia)는 고대 그리스어로 친절 또는 환대라는 뜻을 갖는 말로 손님을 잘 접대하는 관습을 총칭한다. 손님에게 음료를 대접하거니 음식을 함께 나누고 또 손님이 말할 때 귀를 기울이고 함께 이야기 나누는 것을 통틀어 일컫는 말이다.  이 말의 어원은 '크세노스' 즉 이방인을 뜻한다. 이 관습에 따르면 주인은 손님에게 방문이유를 묻기 전에 음식과 숙박, 샤워시설, 선물을 먼저 제공해야한다.  이 때, 손님은 주인에게 공손해야 하고, 주인이 베푸는 호의를 받되, 과다한 요구를 해서는 안되며 떠날 때 주인에게 선물을 주어야 한다.

## 같이 보기
- 오이디푸스왕